# Grunewald (forêt)
Pour les articles homonymes, voir Grunewald.
Grunewald  est une forêt urbaine au sud-ouest de Berlin. Elle s'étend sur une surface d'environ 3 000 ha ce qui en fait le plus grand espace boisé de la capitale allemande.

## Toponymie
Grunewald vient de l'allemand Grüne Wald qui signifie « forêt verte ».

## Situation
Elle s'étend surtout entre les quartiers de Grunewald et de Zehlendorf qu'elle recouvre aux trois-quarts mais déborde sur ceux de Zehlendorf, Dahlem au sud-est et un petit peu au nord à Westend.
Elle est délimitée à l'ouest par le fleuve Havel, affluent de l'Elbe. Elle est composée à 56 % de pins sylvestres, à 26 % de chênes, à 8 % de bouleaux et à 3 % de hêtres. Il y vit plusieurs milliers de sangliers. La forêt est une aire protégée Natura 2000 et une zone de protection spéciale pour les oiseaux. Certaines zones de la forêt sont interdites au public.
Près du Havel se tient la tour de Grunewald. Un autre bâtiment historique important est le pavillon de chasse de Grunewald. Le point culminant de la forêt sont les schuttbergs de Teufelsberg (120,1 m.) et sa voisine Drachenberg (99 m.) , qui dominent la ville de Berlin. Au milieu de la forêt se situe le cimetière des sans nom. L'accès à la forêt se fait généralement par la ligne 7 du S-Bahn de Berlin à l'arrêt Grunewald ou Nikolassee ou par le terminus de la ligne 3 du métro de Berlin.

## Galerie

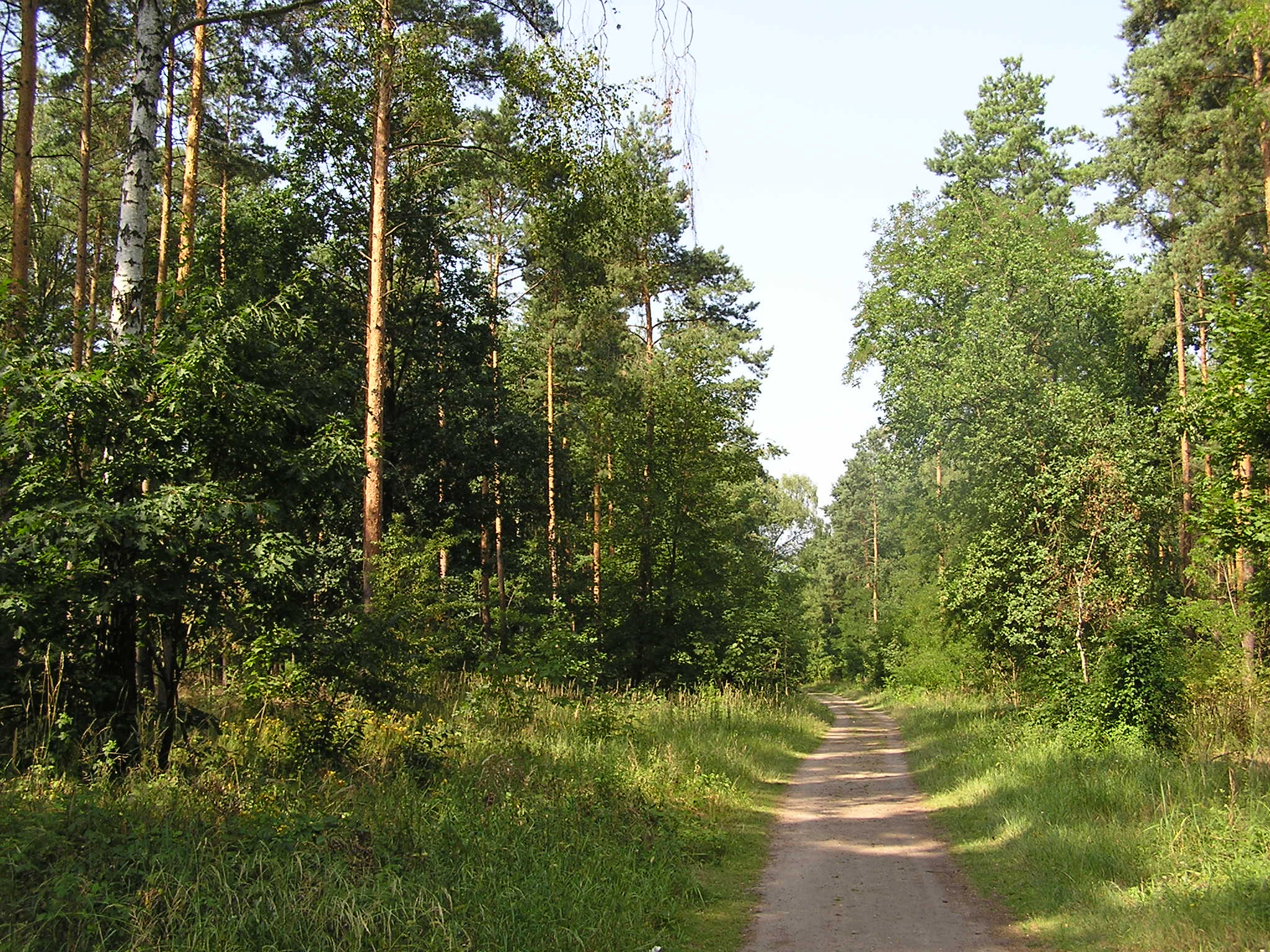
Le Schilhornweg
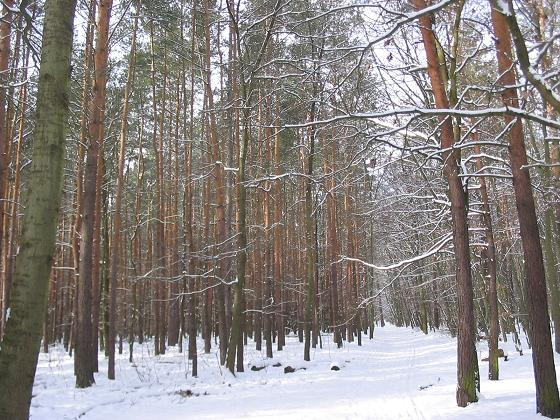
Grunewald en hiver
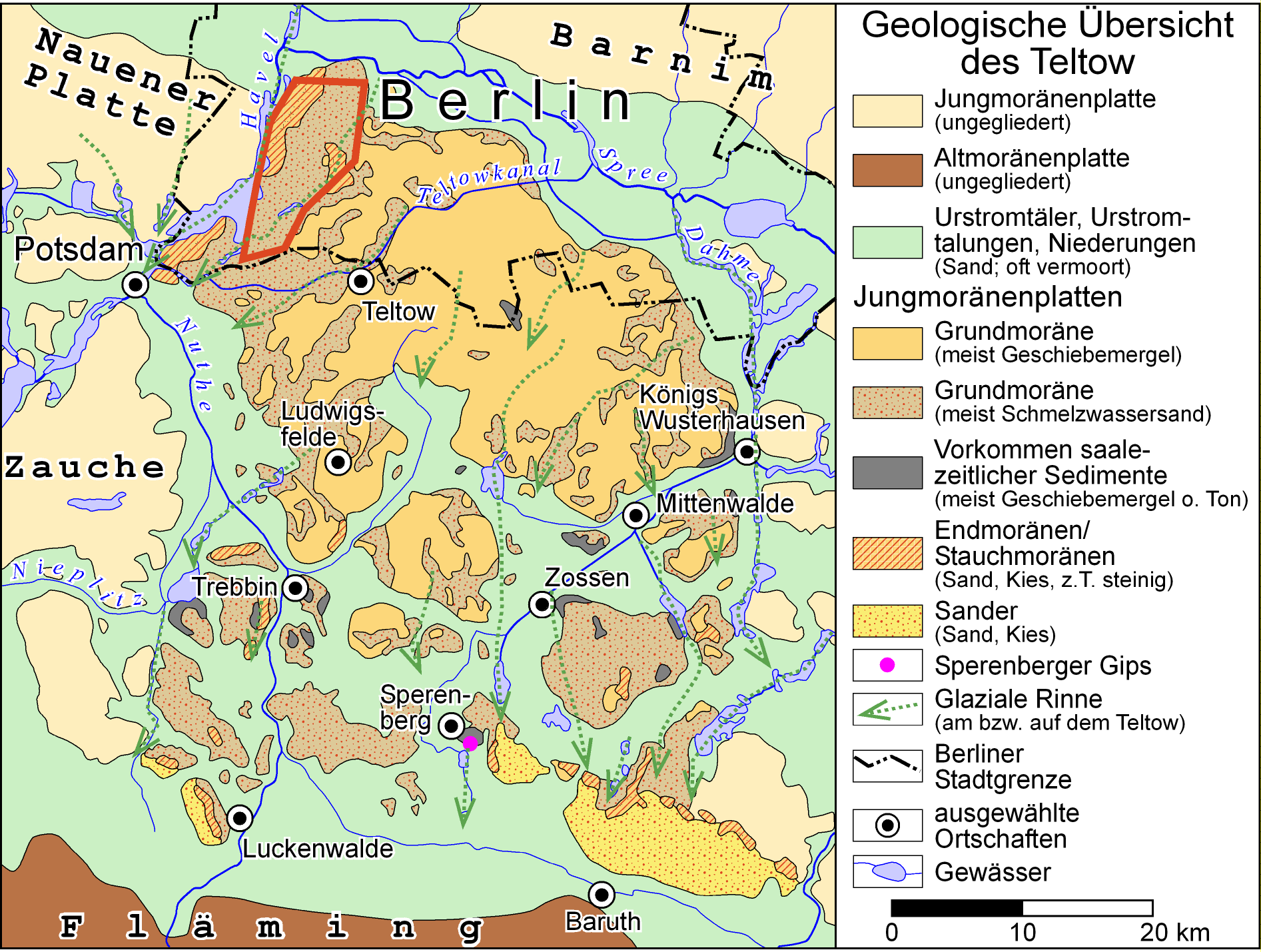
Plan géologique
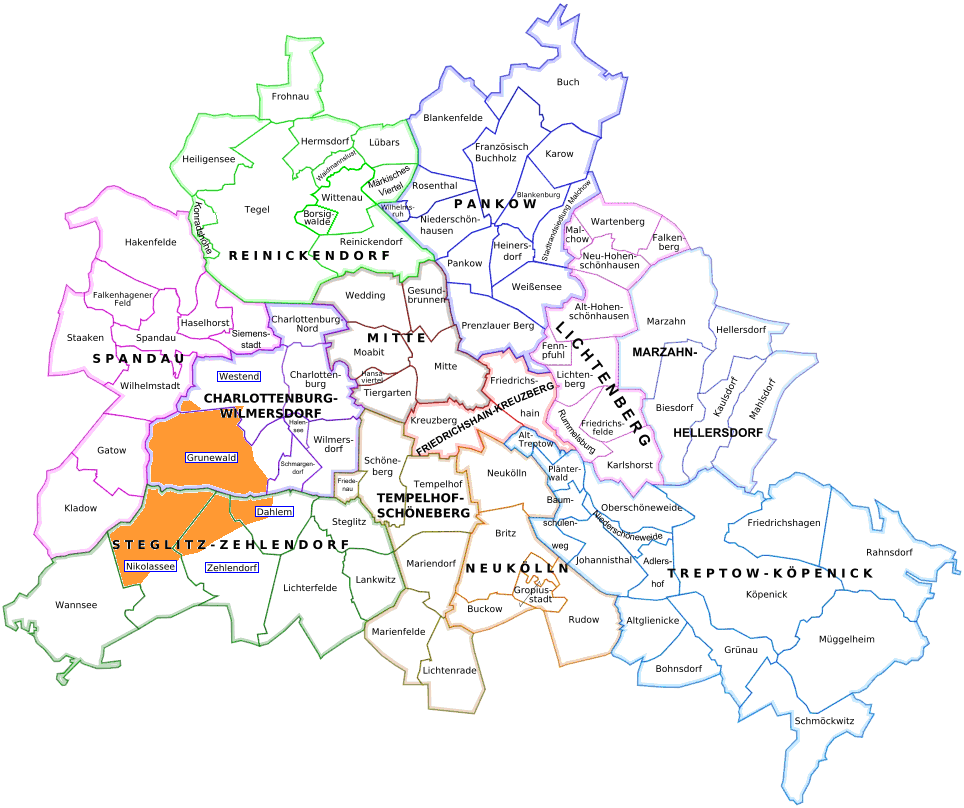
Situation sur la carte des quartiers de Berlin
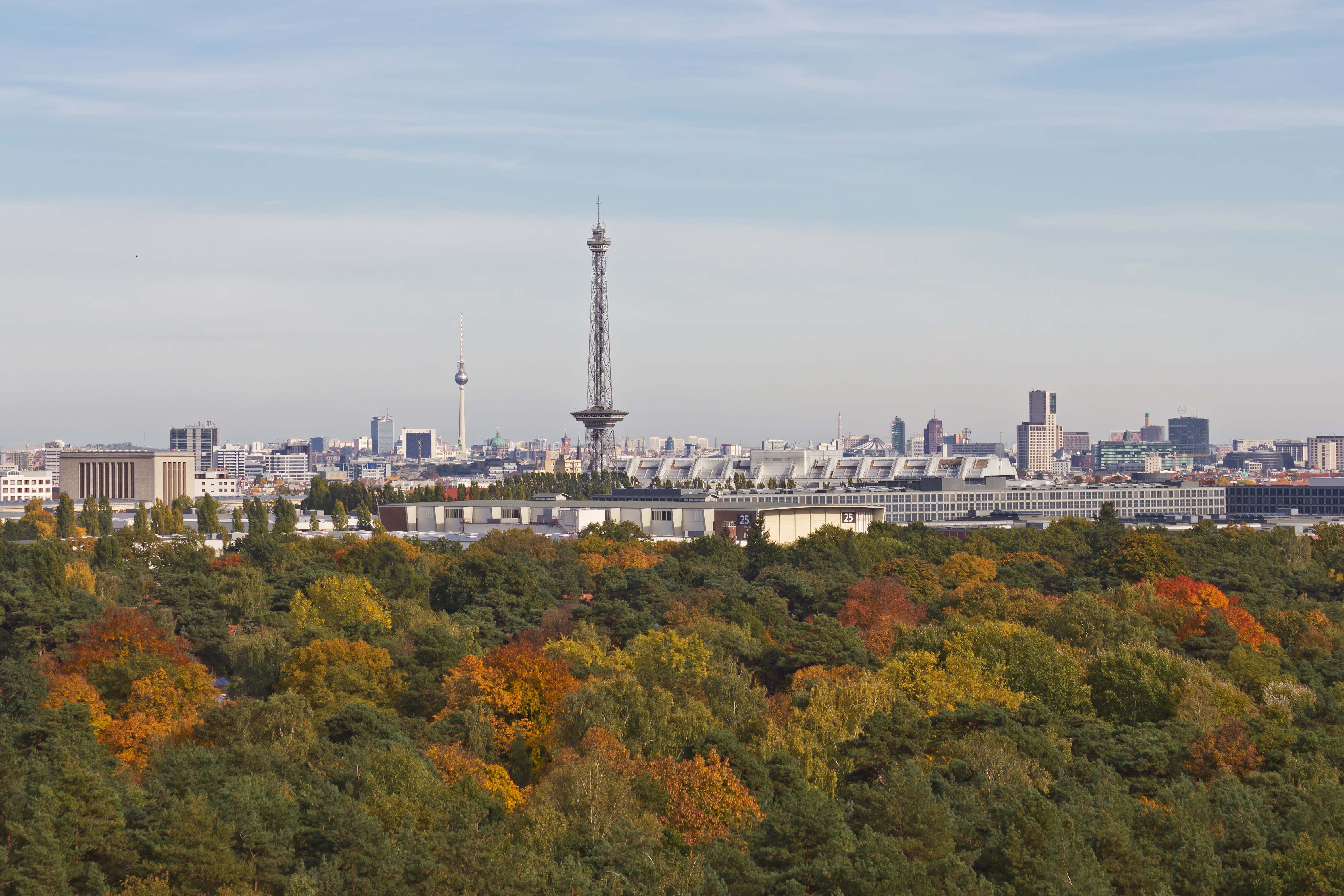
Panorama de Berlin depuis Drachenberg.
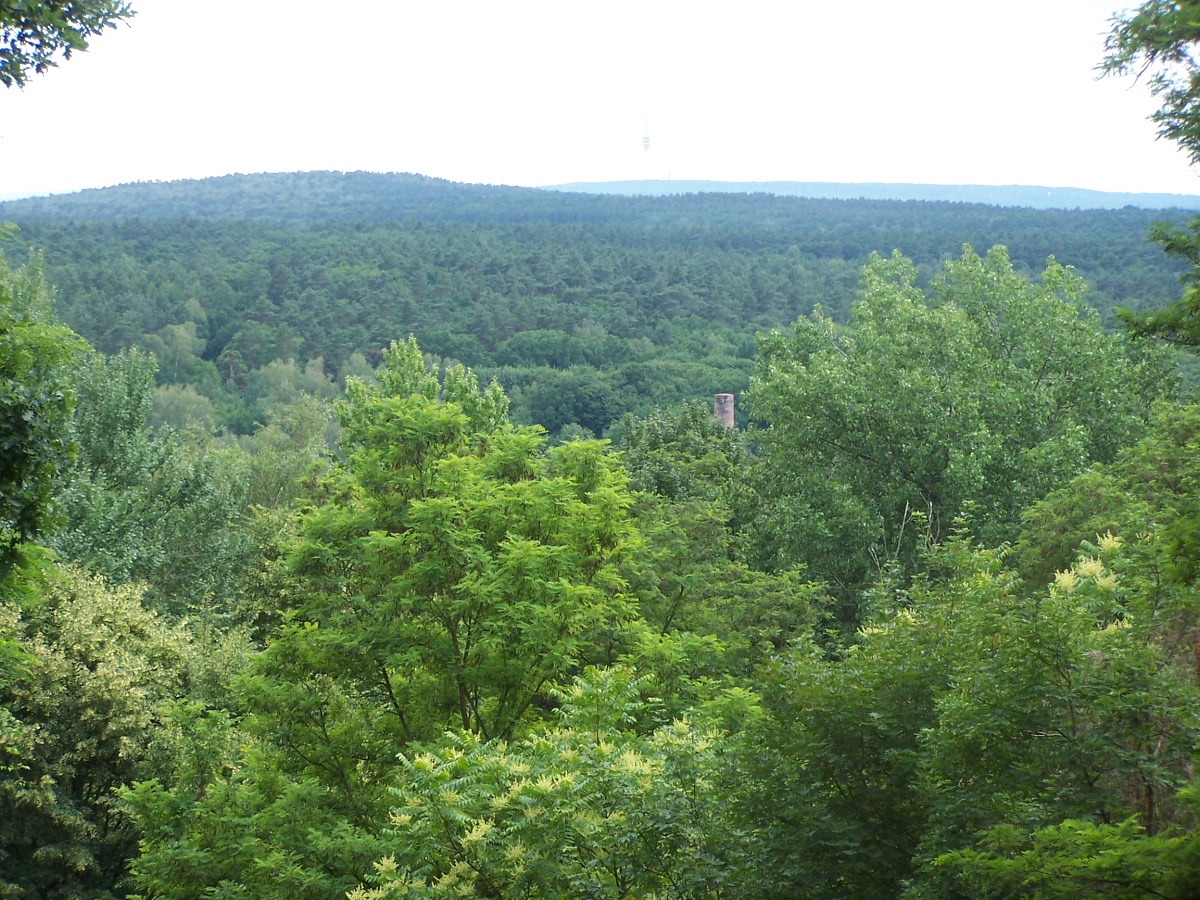
Vue de la forêt depuis Teufelsberg.